# Fluid Motion
Fluid Motion is het debuutalbum van Alarum, uitgebracht in 1999 door Metal Warriors.

## Track listing
1. Realization – 5:24
2. Internal – 3:11
3. It Passes Always – 4:40
4. Blueprint – 7:21
5. Could This Be Real – 6:10
6. Severed – 6:03
7. Taking Place – 5:03
8. Silence – 5:20

## Band
- Mark Palfreyman - Zanger / Bassist
- Scott Young - Gitarist
- Mark Evans - Gitarist
- Matthew Racovalis - Drummer